# Dietmar Kuhnt
Dietmar Kuhnt (* 16. November 1937 in Breslau) ist ein deutscher Manager und Jurist. Von Januar 1995 bis zum 1. Februar 2003 war er der Vorsitzende des Vorstandes der RWE AG.

## Leben und Karriere

### Ausbildung
1957 bis 1961 studierte Dietmar Kuhnt Rechtswissenschaften an der Universität zu Köln und der Universität Freiburg. 1961 promovierte er in Freiburg im Gebiet des Strafrechts und absolvierte 1966 sein zweites Staatsexamen.

### RWE
1966 arbeitete er zunächst als Prüfungsassistent bei der Rheinisch-Westfälischen Wirtschaftsprüfungsgesellschaft, Essen (später von PwC übernommen), von der er 1968 als Justitiar in der Rechtsabteilung der Hauptverwaltung des Rheinisch-Westfälischen Elektrizitätswerks AG, Essen wechselte. 1989 wurde er Mitglied des Vorstands der RWE Energie AG, die damals das gesamte Strom-Geschäft des RWE-Konzerns umfasste, 1992 Vorstandsvorsitzender der RWE Energie AG. 1995 wurde er Vorstandsvorsitzender der RWE AG, der Holding des RWE-Konzerns.
Unter seiner Führung hat der RWE-Konzern stark expandiert, allerdings hauptsächlich durch gekauftes Wachstum. So wurden unter anderem Großakquisitionen von Thames Water (größter Wasserversorger in Großbritannien), Transgas (Gasversorger in Tschechien), Innogy (heute npower, Stromversorger in Großbritannien) und noch 2003 American Water (größter Wasserversorger in den USA) erworben. In der durch die Liberalisierung unter Druck geratenen Strombranche gelang ihm im Jahr 2000 die Fusion von RWE (Essen) und VEW (Dortmund). Da RWE im Strom- und Gasgeschäft nicht mehr wachsen konnte, setzte er auf eine sog. Multi-Utility-Strategie, die Strom, Gas, Wasser und Entsorgung umfasste, wobei das Wasser-Geschäft vollständig hinzugekauft wurde.
Kritiker warfen im vor, das Wachstum im Kerngeschäft vernachlässigt zu haben und durch zu teure Akquisitionen seinem Nachfolger einen Schuldenberg (von unterjährig 26 Mrd. €) hinterlassen zu haben. Zudem sei ihm die Integration der akquirierten Gesellschaften in den RWE-Konzern nicht gelungen.
Am 28. Februar 2003 verließ Kuhnt das Unternehmen RWE und trat in den Ruhestand. Auf Vorschlag des Aufsichtsratsvorsitzenden Friedel Neuber wurde der Shell-Manager Harry Roels sein Nachfolger.

### Weitere Positionen
Kuhnt wurde 1996 Mitglied von TUI und war dort von 2009 bis 2011 Chef des Aufsichtsrats. Er war auch Aufsichtsratsvorsitzender der Heidelberger Druckmaschinen AG, des Baukonzerns Hochtief AG, Mitglied des Aufsichtsrates der Allianz Versicherungs-AG, der Dresdner Bank, der GEA Group und Hapag-Lloyd.

## Auszeichnungen
Im November 2002 nahm er die Auszeichnung des Burda-Bambi in der Kategorie Wirtschaft entgegen.